# Let Me Out (Ben's Brother)
Let Me Out è un singolo del gruppo musicale britannico Ben's Brother, pubblicato il 20 agosto 2007 come terzo estratto dal primo album in studio Beta Male Fairytales.

## Successo commerciale
Il singolo ha conosciuto l'apice della propria popolarità in Italia soltanto nel 2008. Infatti il 31 gennaio di quell'anno il singolo ha raggiunto l'ottava posizione dei singoli più venduti in Italia.

## Tracce
1. Let Me Out
2. Home

## Classifiche
| Classifica (2007-08) | Posizione massima |
| -------------------- | ----------------- |
| Belgio (Vallonia)    | 55                |
| Francia              | 43                |
| Italia               | 8                 |
| Regno Unito          | 38                |